# Marten Winkler
Cet article possède un paronyme, voir Martin Winckler.
Marten Winkler, né le 31 octobre 2002 à Francfort-sur-l'Oder en Allemagne, est un footballeur allemand qui évolue au poste d'ailier droit au Hertha Berlin.

## Biographie

### En club
Né à Francfort-sur-l'Oder en Allemagne, Marten Winkler commence le football au FSV Union Fürstenwalde puis est formé par le 1. FC Union Berlin avant de rejoindre un autre club de la capitale allemande, le Hertha Berlin, où il poursuit sa formation.
Il joue son premier match en professionnel lors d'une rencontre de Bundesliga le 15 mai 2021, face au 1. FC Cologne. Il est titularisé et son équipe l'emporte par deux buts à un,.
Le 21 juillet 2022, Marten Winkler rejoint le SV Waldhof Mannheim sous la forme d'un prêt d'une saison. Le club évolue alors en troisième division allemande.
Winkler marque son premier but pour le club de Mannheim le 10 août 2022, lors d'une rencontre de championnat face au FC Erzgebirge Aue. Entré en jeu à la place de Dominik Martinović (en), il donne la victoire à son équipe en étant l'unique buteur de la partie,.
Lors de l'été 2023, Winkler fait son retour au Hertha, qui vient tout juste d'être relégué en deuxième division. Le jeune ailier est alors promu définitivement en équipe première, où une place lui est promise.

### En sélection
Marten Winkler représente l'équipe d'Allemagne des moins de 18 ans. Il ne joue toutefois qu'un match avec cette sélection, en étant titularisé le 10 décembre 2019 contre la Serbie. Son équipe est battue par deux buts à un ce jour-là.